# Xanca de l'Ucayali
La xanca de l'Ucayali (Grallaria eludens) és una espècie d'ocell de la família dels gral·làrids (Grallariidae).

## Hàbitat i distribució
Habita el terra de la selva pluvial. Conegut únicament a les terres baixes del nord-est del Perú.